# Owen Hargreaves
Owen Lee Hargreaves (født 20. januar 1981 i Calgary, Alberta i Canada) er en canadisk-født engelsk tidligere midtbane-fodboldspiller. Han har været med til at vinde UEFA Champions League to gange.

## Baggrund
Hargreaves er den yngste af tre børn født af Margaret og Colin Hargreaves som flyttede til Canada i starten af 1980'erne fra Storbritannien.[kilde mangler] Hans far spillede fodbold for Bolton Wanderers' ungdomshold og også for Calgary Kickers i den canadiske liga. Han har to ældre brødre, Darren og Neil. Hans ældste bror, Darren, repræsenterede på et tidspunkt Canada på et ungt niveau.[kilde mangler]

## Karriere

### Bayern München
Owen Hargreaves flyttede den 1. juli 1997, i en alder af 16 år, fra Calgary Foothills til Bayern München. Hargreaves spillede på U/19-holdet i to og et halvt år før han brugte seks måneder med amatør-holdet. I mens han var på under 19-holdets hold nåede de frem til finalen i det tyske ungdomsmesterskab i 1998. De tabte i finalen til Borussia Dortmund, men kun efter straffesparkskonkurrence på Dortmunds Rote-Erde Stadium.
Den 12. august 2000, havde Hargreaves sin første optræden i en Bundesliga-kamp, hvor han blev skiftet ind i stedet for Carsten Jancker i det 83. minut. Hans første start blev mod SpVgg Unterhaching den 16. september 2000. Den sæson viste sig at være en triumferende sæson for Bayern München; klubben blev Bundesliga-vindere og de vandt samtidig UEFA Champions League-pokalen. Hargreaves' optræden i Champions League semifinalen mod Real Madrid gav ham international ros, da han spillede en god kamp over for folk som Roberto Carlos og Luís Figo. Han er en af to engelske spillere, som har vundet en Champions League-medalje med en ikke-engelsk klub; den anden, som har formået det to gange med Real Madrid, er Steve McManaman.
I 2001-02-sæsonen fik Hargreaves etableret sig selv som førsteholdsspiller, og optrådte 46 gange for Bayern. Til trods for klubbens modgang i form af en tredje-plads i Bundesligaen, en kvartfinale i Champions Legaue og en cup-exit til Schalke, viste sæsonen sig at blive afgørende for Hargreaves, da han blev en nøglespiller på holdet.
I 2002-03 kunne Hargreaves fejre endnu en national succes, da Bayern vandt Bundesligaen og DFB Cupen. Den 26. januar 2003, scorede Hargreaves sit første Bundesliga-mål i kampen mod Borussia Mönchengladbach. Uheldigvis var han ude på grund af skader ved hele tre lejligheder. I september forstrakte han en lårmuskel, i oktober var det en lægmuskel og hen imod slutningen af sæsonen fik han muskelkanal-problemer og missede de efterfølgende tre uger. Han fik dog 25 Bundesliga-kampe, fire Cup-kampe og tre kampe i Champions League.
2003-04-sæsonen var Hagreaves' første med Bayern uden at vinde sølvtøj. Efter at have sikret sig "the double" året før, endte Bayern på en andenplads i Bundesligaen og blev slået ud af Champions League af Real Madrid. Hargreaves spillede i alt 38 kampe for klubben den sæson.
I 2004-05 vandt han endnu et tysk mesterskab samt DFB Cuppen. Han kunne notere 27 optrædener i Bundesligaen (et mål), tre Cup- (to mål) og otte Champions League-kampe.
I 2005-06-sæsonen, tilføjede han endnu en Bundesliga- og cup-titel til trofæ-skabet. Hargreaves scorede sit første mål på det nye Allianz Arena i en kamp den 5. august 2005, mod Borussia Mönchengladbach. I alt opnåede englænderen 15 liga- (et mål),fire cup- (to mål) og tre Champions League-kampe.
I oktober 2005, forlængede han sin kontrakt med yderligere fire år.
I 2006-07-sæsonen var Hargreaves uheldig, da han brækkede sit ben og måtte se til fra sidelinjen i størstedelen af Bayern Münchens ligakampagne. Men han nåede at komme sig i tide til at hjælpe Bayern med at slå Real Madrid ud af Champions League med en samlet score på 4-4, hvor Bayern gik videre efter at have besejret spanierne 3-2 i den første kamp å Madrids Bernabéu.

### Manchester United
Den 31. maj 2007 blev det meddelt, at Hargreaves skiftede til Manchester United den 1. juli 2007 efter næsten et års forhandlinger mellem Bayern München og United. Prisen på Hargreaves var efter sigende 17 millioner £ (cirka 181 millioner kr). 
Den 1. juli blev det offentliggjort, at Hargreaves havde skrevet en fire-årig kontrakt med Manchester United, og han blev fremvist for pressen i selskab med et andet nyindkøb, portugisiske Nani. Hargreaves blev endvidere allokeret spillertrøje nummer 4.
Hargreaves fik sin Manchester United-debut i en venskabskamp mod Peterborough United den 4. august. Her kom han på banen i anden halvleg som indskifter i en 3-1-sejr. Han fik sin første Premier League-kamp i sæsonens tredje kamp, da United tabte 0-1 mod lokal-rivalerne fra Manchester City. Hargreaves scorede sit første liga-mål for Manchester United mod Fulham den 1. marts på et frispark uden for straffesparkfeltet. Han scorede sit andet liga-mål og blev matchvinder for klubben den 13. april på endnu et frispark mod Arsenal. Hargreaves' første sæson i Premier League var en succes, da han hjalp Manchester United med at vinde mesterskabet og Champions League. 2008-09-sæsonen blev spoleret af skader, hvor han blev opereret i begge knæ. Hans sidste kamp for Manchester United var den 6. november, 2010, i et kortlivet comeback mod Wolverhampton Wanderers, hvor han måtte udgå efter fem minutters spil. Inden da havde Hargreaves ikke optrådt i ligaen siden september, 2008, i en 1-1 kamp mod Chelsea.

## International karriere
Hargreaves var berettiget til at spille international fodbold for både England og Wales  eller for Canada, og han blev nødt til tage en beslutning, da han også kunne få lov til at spille for Tyskland via opholdstilladelsesregler. Som ung var han med omkring ungdomslandshold i Wales , og han fik hurtigt sin debut på Wales' U/21-landshold mod Hvideruslands U/21-hold i september 2000. Han droppede dog ud af truppen, da han blev udtaget til England  . Den 31. august 2000 udtog den tidligere manager Howard Wilkinson den 19 år gamle Hargreaves til sin trup i kampen mod Georgien. Kampen blev spillet på Riverside Stadium i Middlesbrough og endte med en 6-1-sejr til hjemmeholdet. Senere fik han optrædener for U/21-holdet i venskabskampe mod Italiens U/21-fodboldlandshold og Spaniens U/21-fodboldlandshold.
Hargreaves spillede sin første landskamp for Englands A-hold den 15. august 2001 mod Holland på White Hart Lane. Dette gjorde at han blev den eneste spiller som nogensinde havde repræsenteret England uden at have boet i landet. Han blev også den kun anden spiller (efter Joe Baker) som repræsenterede England uden at have spillet i det engelske ligasystem. Hargreaves var den eneste spiller som spillede uden for Premier League, som blev udtaget til Englands trup ved EM i fodbold 2002. Hargreaves blev skadet efter kun 15 minutters spilletid i Englands anden gruppespilskamp mod Argentina og måtte lade sig udskifte.
Selv om han ikke normalt var en del af førsteholdet, blev han udtaget til Englands trupper under EM i fodbold 2004 i Portugal og VM i fodbold 2006 i Tyskland på trods af kritik fra presse og publikum. Den generalle negative opfattelse af ham fra engelske fans, blev ikke hjulpet bedre på vej i Tyskland, da de mente at han havde en essens af "tyskhed" i sig, på grund af sin tysk-canadiske accent. Hans entré i Englands første kamp til VM i 2006 som indskifter blev mødt af højlydte vrede pift og råb fra Englands fans. Han blev udnævnt til Man of the match i kvartfinalen mod Portugal, kampen hvor England blev elimineret efter en straffesparkkonkurrence. Hargreaves var desuden den eneste succesfulde engelske straffesparkskytte i samme kamp. I 2006 vandt han både "England Player of the Year" og "England Player of the World Cup" i officielle FA-meningsmålinger. Han var den første til at vinde begge dele i samme år.
Han blev anerkendt af de engelske fans, da han fik "Man of the match"-prisen i Englands 4-0-sejr over Grækenland den 18. august 2006, hvor han også overtog trøjennummer 7 efter den tidligere anfører David Beckham. Den 30. januar 2007 blev modtog han igen prisen "England Player of the Year 2006", som medlemmerne af FA havde stemt om.
I juni 2007 meddelte FIFA at Hargreaves og Philipp Lahm skulle besøge Sydafrika som en støtte til VM i fodbold 2010.

## Hæder

### Klub
Bayern München
- 1. Fußball-Bundesliga
  - Vinder (4): 2000-01, 2002-03, 2004-05, 2005-06
- UEFA Champions League
  - Vinder (1): 2001
- Intercontinental Cup
  - Vinder (1): 2001
- DFB-Pokal
  - Vinder (3): 2003, 2005, 2006
- DFB-Ligapokal
  - Vinder (1): 2004

Manchester United
- FA Community Shield
  - Vinder (2): 2007, 2008
- Premier League
  - Vinder (1): 2007-08
- UEFA Champions League
  - Vinder (1): 2008

### Individuel
Bayern München
- Bravo Award: 2001

Manchester United
- PFA Premier League Team of the Year: 2006-07

Internationalt
- European U-21 Player of the Year: 2001
- England Player of the Year: 2006
- England Player of the World Cup: 2006

## Karrierestatistikker
| Klub              | Sæson   | Liga  | Liga | Liga   | Cup   | Cup | Cup    | Europa | Europa | Europa | Total | Total | Total  |
| Klub              | Sæson   | Kampe | Mål  | Assist | Kampe | Mål | Assist | Kampe  | Mål    | Assist | Kampe | Mål   | Assist |
| ----------------- | ------- | ----- | ---- | ------ | ----- | --- | ------ | ------ | ------ | ------ | ----- | ----- | ------ |
| Bayern München    | 2000–01 | 25    | 0    | 0      | ?     | ?   | ?      | 10     | 0      | 0      | 35    | 0     | 0      |
| Bayern München    | 2001–02 | 14    | 0    | 0      | ?     | ?   | ?      | 4      | 0      | 0      | 18    | 0     | 0      |
| Bayern München    | 2002–03 | 25    | 1    | 0      | ?     | ?   | ?      | 4      | 0      | 0      | 29    | 1     | 0      |
| Bayern München    | 2003-04 | 26    | 2    | 0      | ?     | ?   | ?      | 6      | 0      | 0      | 32    | 2     | 0      |
| Bayern München    | 2004-05 | 26    | 1    | 0      | ?     | ?   | ?      | 7      | 0      | 0      | 33    | 1     | 0      |
| Bayern München    | 2005-06 | 17    | 1    | 0      | ?     | ?   | ?      | 2      | 0      | 0      | 19    | 1     | 0      |
| Bayern München    | 2006-07 | 9     | 0    | 0      | ?     | ?   | ?      | 5      | 0      | 0      | 14    | 0     | 0      |
| Bayern München    | Total   | 142   | 5    | 0      | 0     | 0   | 0      | 38     | 0      | 0      | 180   | 5     | 0      |
| Manchester United | 2007-08 | 23    | 2    | 1      | 3     | 0   | 0      | 8      | 0      | 1      | 34    | 2     | 2      |
| Manchester United | 2008-09 | 0     | 0    | 0      | 0     | 0   | 0      | 0      | 0      | 0      | 0     | 0     | 0      |
| Manchester United | Total   | 23    | 2    | 1      | 3     | 0   | 0      | 8      | 0      | 1      | 34    | 2     | 2      |

Sidst opdateret: 17:14, 23. august 2008